# Yvonne Hansmeier
Yvonne Hansmeier (* 20. April 1990) ist eine ehemalige deutsche Fußballspielerin. Die Außenverteidigerin spielte zuletzt für den SV Bökendorf.

## Karriere
Hansmeier begann ihre Laufbahn 1999 beim SV Marienloh und wechselte 2003 zum SC Borchen. Seit 2006 spielt sie beim Herforder SV, wo sie 2007 als 16-Jährige in der 2. Bundesliga debütierte. 2008 stieg sie mit Herford in die Bundesliga auf und kam am 7. September 2008 zu ihrem ersten Bundesligaeinsatz. 2012 wechselte sie zum SV Bökendorf.

## Erfolge
- Aufstieg in die Bundesliga 2008 und 2010